# El valle de la venganza (película de 2016)
El valle de la venganza (In a Valley of Violence en inglés) es una película wéstern de 2016 dirigida por Ti West y protagonizada por Ethan Hawke y John Travolta. Está ambientada en el pueblo de Denton, en 1890.

## Reparto
- Ethan Hawke como Paul.
- John Travolta como el marshal.
- Taissa Farmiga como Mary-Ane.
- James Ransone como Gilly.
- Karen Gillan como Ellen.
- Toby Huss como Harris.
- Tommy Nohilly como Tubby.
- Larry Fessenden como Roy.
- Michael Davis como Dollar Bill.
- James Cady como el tabernero.
- Burn Gorman como el predicador.
- K. Harrison Sweeney como William T. Baxter.
- Jumpy como el perro Abby.
- Jeff Bairstow como un ciudadano.
- James E. Lane como un minero.

## Recepción
José Martín, de Cinema magazine, ha votado la película con tres estrellas. Carlos Morcillo, de Guía del ocio, ha criticado que a Ti West se le ha visto el plumero al intentar recrear el género wéstern, y que hay momentos que parece «un teatrillo de parque temático o un cosplay para nostálgicos en el desierto de Almería».